# Теочак
Теочак је насељено мјесто у Босни и Херцеговини, у општини Теочак, које административно припада Федерацији Босне и Херцеговине. Према попису становништва из 2013. године, у насељу је живјело 2.817 становника.

## Историја
Теочак је у далекој прошлости имао веома важну улогу због своје тврђаве и стратешког положаја. Теочак има такав положај да се из њега виде Дрина и Сава, Бијељина и Брчко и многа насеља Семберије. У Старом Теочаку су остаци тврђаве, а уз њу и насеља. Под самом тврђавом је џамија, за чију градњу се спомиње име Султана Фатиха Другог, послије заузимања тврђаве од Угара почетком 1474. године, када се у османлијској власти спомињу тузланска подручја. Становништво око Теочака некада је било хришћанско. Теочак се у историјским изворима први пут спомиње око 1432. године у вези са српским деспотом Ђурђем Бранковићем (1427-1456), када га он преузима од Мађара (када је добио право да управља над западним Подрињем) и врши у њему дограђивање. По облику троугаоне основе подсјећа на Смедерево. Вјероватно је тада и подигнута и црква у Теочаку (касније претворена у џамију), у којој су неко вријеме биле смјештене мошти Светог Јеванђелисте Луке. Послије пада Босне 1463. године, Мађари су држали Теочак до 1521. када су и њега заједно са Сребреником заузели Турци. До данас су у Теочаку очуване приче о мађарској и римској цркви.

## Становништво општине Теочак
|             | 2013.          | 1991.           | 1981.           | 1971.           |
| Укупно      | 2 763 (100,0%) | 2 861 (100,0%)  | 2 674 (100,0%)  | 2 098 (100,0%)  |
| Бошњаци     | 2 749 (99,49%) | 2 831 (98,95%)1 | 2 483 (92,86%)1 | 2 051 (97,76%)1 |
| Југословени | 6 (0,217%)     | 10 (0,350%)     | 159 (5,946%)    | 1 (0,048%)      |
| Хрвати      | 3 (0,109%)     | 2 (0,070%)      | 3 (0,112%)      | 3 (0,143%)      |
| Босанци     | 2 (0,072%)     | –               | –               | –               |
| Срби        | 1 (0,036%)     | 15 (0,524%)     | 14 (0,524%)     | 33 (1,573%)     |
| Албанци     | 1 (0,036%)     | –               | –               | –               |
| Непознато   | 1 (0,036%)     | –               | –               | –               |
| Остали      | –              | 3 (0,105%)      | 11 (0,411%)     | 6 (0,286%)      |
| Црногорци   | –              | –               | 4 (0,150%)      | 4 (0,191%)      |

1. 1 На пописима од 1971. до 1991. Бошњаци су пописивани углавном као Муслимани.